# 琼剧
琼剧，又称瓊州劇、海南戏，是中国海南省的民間戏曲剧种。瓊劇是南方戲劇的其中一個支系，主要以海南話為戲曲語言，因此流行地域限于海南及两广（廣東、廣西）之间。

## 历史
瓊劇是當地的本土文化象徵之一。明末潮汕一带的高腔剧种传入海南岛以后，同当地语言、音乐结合演变而成；在发展过程中又受到粤剧较多的影响。

## 音乐
音乐方面兼用弋阳腔、京剧的曲调和海南岛小曲、山歌的影响。

## 著名演員
- 张禄金，旦角演员。
- 陈素珍，2007年12月获得中国戏剧梅花奖。

## 主要劇目
著名剧目有《红叶题诗》、《张文秀》、《狗衔金钗》等。